# Idioma boruca
El boruca (también conocido como brunca, bronka, bronca, brúnkajk) es el idioma nativo del pueblo indígena boruca, autóctono de Costa Rica.

## Vitalidad y distribución geográfica
Es un idioma perteneciente a las lenguas chibchas, actualmente casi extinto y hablado de forma fluida por solo cinco mujeres en 1986 y tan sólo tres en el 2007, mientras que de 30 a 35 personas lo hablan parcialmente.  El resto del pueblo boruca, de alrededor de mil personas, habla español.
Es posible escuchar palabras y frases en boruca insertadas en conversaciones en español; sin embargo, los intercambios prolongados exclusivamente en boruca son extremadamente raros.

## Consideraciones lingüísticas

### Fonología

#### Vocales
El boruca posee cinco fonemas vocálicos:
|              | Anteriores | Centrales | Posteriores |
| ------------ | ---------- | --------- | ----------- |
| Cerradas     | i          |           | u           |
| Semicerradas | e          |           | o           |
| Abierta      |            | a         |             |

#### Consonantes
El sistema consonántico tradicional del boruca comprende diecisiete fonemas.

### Saludos
- ¿Ishójcre rában? = ¿Qué tal?
- Morén, morén. = Bien, bien.[1]

### Pronombres personales
El símbolo "ᵛ" representa oclusiva glotal.
| persona | singular | plural           |
| ------- | -------- | ---------------- |
| primera | át       | diᵛ / diᵛ rójc   |
| segunda | bá       | biᵛ / biᵛ rójc   |
| tercera | i        | i rójc / iᵛ rójc |

### Números
El símbolo "n̈" (n con diéresis) es diferente en sonido a la "n" o "ñ".
| números | boruca                     |
| ------- | -------------------------- |
| 1       | éᵛxe, éᵛxi                 |
| 2       | búᵛc                       |
| 3       | man̈                        |
| 4       | bájcan̈                     |
| 5       | shishcán̈                   |
| 6       | téshan                     |
| 7       | cúj, cújc                  |
| 8       | éjtan̈                      |
| 9       | cújtan̈, éjcuj              |
| 10      | téjcuj, cróshtan̈, búᵛc cúj |